# Nelken in Aspik
Nelken in Aspik ist eine deutsche Filmsatire der DEFA von Günter Reisch aus dem Jahr 1976. 

## Handlung
Wolfgang Schmidt arbeitet als Werbezeichner im Haus der Werbung. Zwar ist er als Zeichner völlig untalentiert, kann jedoch gewandt und weitschweifig reden und ist gesellschaftlich sehr engagiert. Er hält gerne Reden, tritt in seiner Freizeit als Fußballkommentator auf und besucht jede nur mögliche Weiterbildung. Seine Kaderakte ist ein gefüllter großer Ordner. Siegfried Huster von der übergeordneten Zentralstelle für leichte Druckerzeugnisse sucht einen neuen Mitarbeiter für die Hauptverwaltung. Schmidts Kaderakte macht bei ihm Eindruck und obwohl die Direktorin des Hauses der Werbung, Kollegin Kühn, Huster von der Unfähigkeit Schmidts überzeugen will, drängt der auf ein persönliches Treffen. Beim kräftigen Händedruck Husters beißt Schmidt so fest die Zähne aufeinander, dass er einen Schneidezahn verliert. Da er nun zum Lispeln neigt, schweigt er auf sämtliche Nachfragen Husters und gibt damit prompt die richtigen Antworten.
Nach der Arbeit muss er als Kommentator zu einem Fußballspiel und bringt mit seinem eigenwilligen Kommentieren und dem Lispeln den Torwart Dr. Jonas derart aus der Fassung, dass der nicht nur ein recht absurdes Gegentor hinnehmen muss, sondern wegen verbaler Ausfälle auch noch einen Platzverweis erhält. Er schwört Rache an Schmidt, die prompt möglich wird, als sich beide beim Zahnarzt wiedersehen – Schmidt als Patient und der Torwart als behandelnder Arzt. Zu seiner großen Freude sieht der Arzt in der Röntgenaufnahme, dass Schmidt nicht nur Milchzähne und zweite Zähne hatte, sondern sogar noch ein paar Drittzähne. Befriedigt zieht er Schmidt auch den zweiten Schneidezahn, da sonst die Dritten nicht durchbrechen können, und verordnet ihm für das nächste halbe Jahr strenge Weichkost. Der Psychiater wiederum eröffnet Schmidt, dass es am besten für seine Psyche wäre, wenn er vollkommen schweigen würde. Schmidt lässt sich nun einen Vollbart stehen und will sich aufs Angeln verlegen, als ihn die Nachricht erreicht, dass er zum stellvertretenden Abteilungsleiter befördert wurde.
Schmidt schweigt sich nun unfreiwillig seinen Weg nach oben. Durch eine aberwitzige Aktion auf einer Messe in San Francisco – seine Werbetechnik wurde nach Tokio verschickt und die Spielpuppen des Puppenspielers Eberhard Kurz auf seine Messe – kann er Tausende Pittiplatsche und Sandmännchen verkaufen. Seine plötzlich ruhige Art führt zu vermeintlichen Entscheidungen, die dem Schweigen geschuldet sind und die Schmidt so nie treffen wollte. Sein Ansehen wächst immer mehr und auch Kollegin Cilly und er werden ein Paar. Bald ist Schmidt amtierender Direktor des Hauses der Werbung, fühlt sich jedoch mit immer steigender Verantwortung immer rat- und hilfloser. Auf Anraten seines Psychiaters schlägt er vor, die Verwaltung des Konzerns extrem zu verschlanken. Er will sich so selbst wegrationalisieren, wird jedoch am Ende zum alleinigen Generaldirektor ernannt. Es folgt seine radikalste Entscheidung: Er lässt die Arbeit gänzlich einstellen und sämtliche Werbeflächen des Konzerns weiß streichen. Die erhoffte Kündigung bleibt aus, da die „Weiße Werbewoche“ auf reges öffentlichen Interesse stößt und Schmidt nur noch bekannter macht. Nun eröffnet er Huster den wahren Grund für sein Schweigen. Er flieht aus der Stadt und will sich umbringen, doch will er sich auf stillgelegten Gleisen überfahren lassen. Am nächsten Morgen kommt die große Überraschung: Seine dritten Schneidezähne sind endlich durchgebrochen und er kann wieder reden. Nun folgt auch sein langersehnter dienstlicher Abstieg.
Fünf Jahre später ist er mit Cilly verheiratet und beide haben mehrere Kinder. Schmidt hat seine berufliche Erfüllung endlich gefunden: Er ist als Führer bei Stadtrundfahrten tätig und kann sein Redetalent unter Beweis stellen.

## Produktion
Nelken in Aspik wurde 1976 in Berlin gedreht. Vorbild waren sowjetische „exzentrische Komödien“ mit zum Teil absurd-überdrehtem Charakter. Nelken in Aspik erlebte am 24. September 1976 im Erfurter Panorama-Palast seine Uraufführung. Da sich viele Schauspieler des Films im Zuge der Biermann-Ausbürgerung 1976 mit Biermann solidarisierten bzw. die DDR verließen, lief der Film nur kurze Zeit in den Kinos.
Zuvor hatte die Zensur hingegen sogar musikalische Spottverse wie „Werbung für den Wartburg ist der reinste Hohn. Willst du einen kaufen, kriegt ihn erst dein Sohn“, gesungen von Reinhard Lakomy, nicht beanstandet. Im Film werden zudem verschiedene DDR-Persönlichkeiten des kulturellen Lebens karikiert, so tritt in einer Fernsehsendung mit dem Sportreporter „H. F. Floertel“ eine Karikatur Heinz Florian Oertels auf, während die Kulturkritikerin „R. Ribnitz-Damgarten“ Renate Holland-Moritz karikiert. „Kaum zu glauben, dass diese grenzenlose und exzentrisch-freche Persiflage auf die Werbewelt und die Heiligtümer der Nation als Produktion zum 30. Jubiläum der DEFA zugelassen wurde“, so die rückblickende Einschätzung.
Der Titel Nelken in Aspik bezeichnet im Film Blumen in Klarsichtfolie – der von „Wolfgang Schmidt“ ins Leben gerufene Werbeslogan stellt dabei einmal mehr seine Unfähigkeit dar.

## Kritik
Die zeitgenössische Kritik befand, dass mit dem Film „bar jeder Realitätsbezogenheit […] ein Klamauk [beginnt], dessen Gags gelegentlich wirklich ganz ulkig sind“. Andere Kritiker meinten, dass weniger gelegentlich mehr gewesen wäre, da „nicht jeder ‚Tiefsinn und Unsinn‘ […] an die Oberfläche“ gelange.
Der film-dienst nannte Nelken in Aspik eine „satirische Komödie über kaderpolitische Fehlentwicklungen in der DDR, die ihre nachdenkenswerte Kritik durch groteske Übertreibungen und dramaturgisch ungebändigte Einfälle sabotiert und schließlich zur Klamotte verflacht.“
Für Cinema war der Film ein „kleines subversives Werk aus der DDR“.